# Saint-Pierre-sur-Doux
Saint-Pierre-sur-Doux é uma comuna francesa na região administrativa de Auvérnia-Ródano-Alpes, no departamento de Ardèche. Estende-se por uma área de 21,19 km². Em 2010 a comuna tinha 110 habitantes (densidade: 5,2 hab./km²).